# Kavadi, Sorab
Kavadi là một làng thuộc tehsil Sorab, huyện Shimoga, bang Karnataka, Ấn Độ.